# کاکتوس‌های کنگر فرنگی
کاکتوس‌های کنگر فرنگی (نام علمی: Obregonia denegrii) نام یک گونه از زیرخانواده کاکتوس‌واریان است.

## نگارخانه

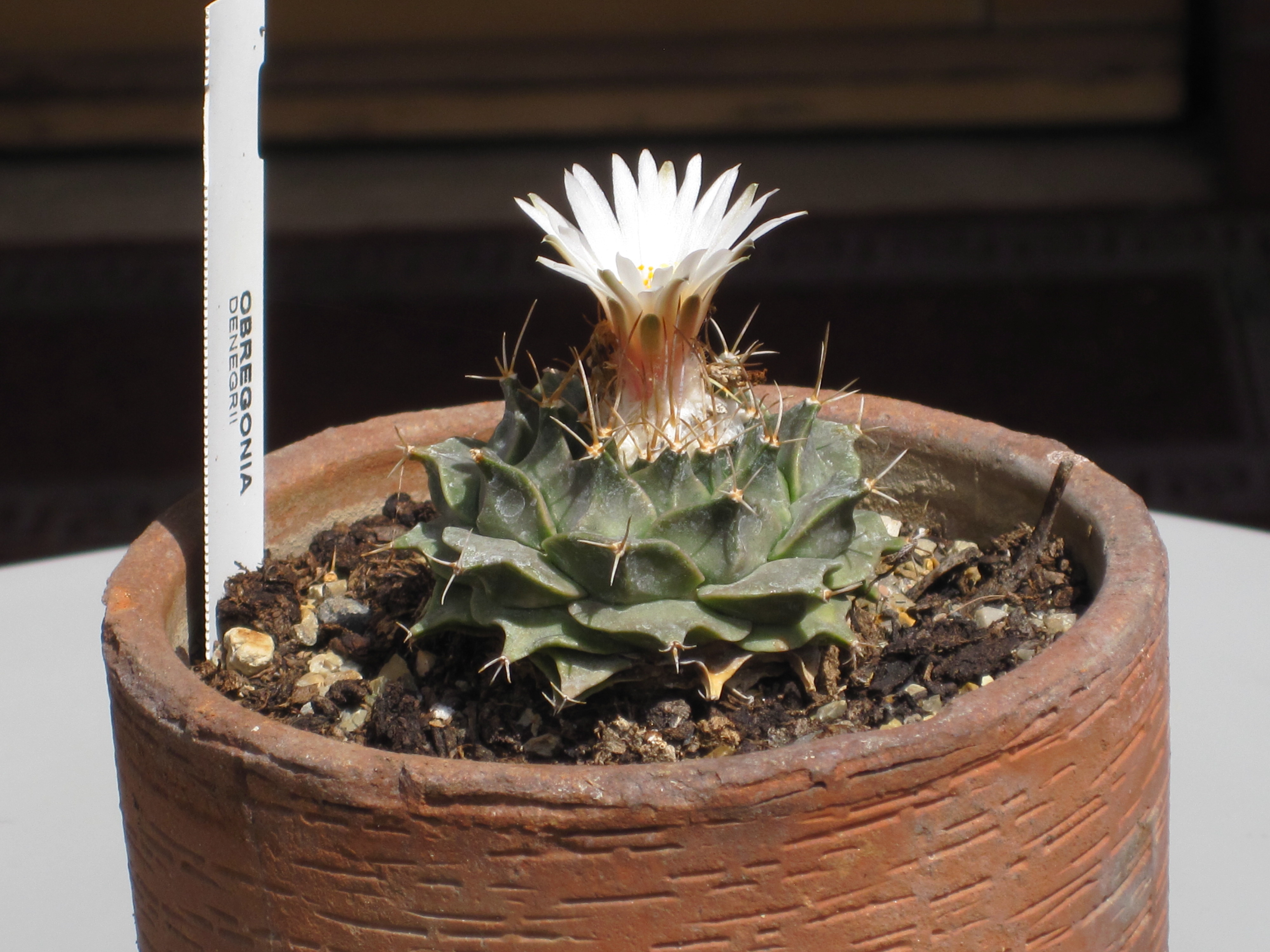
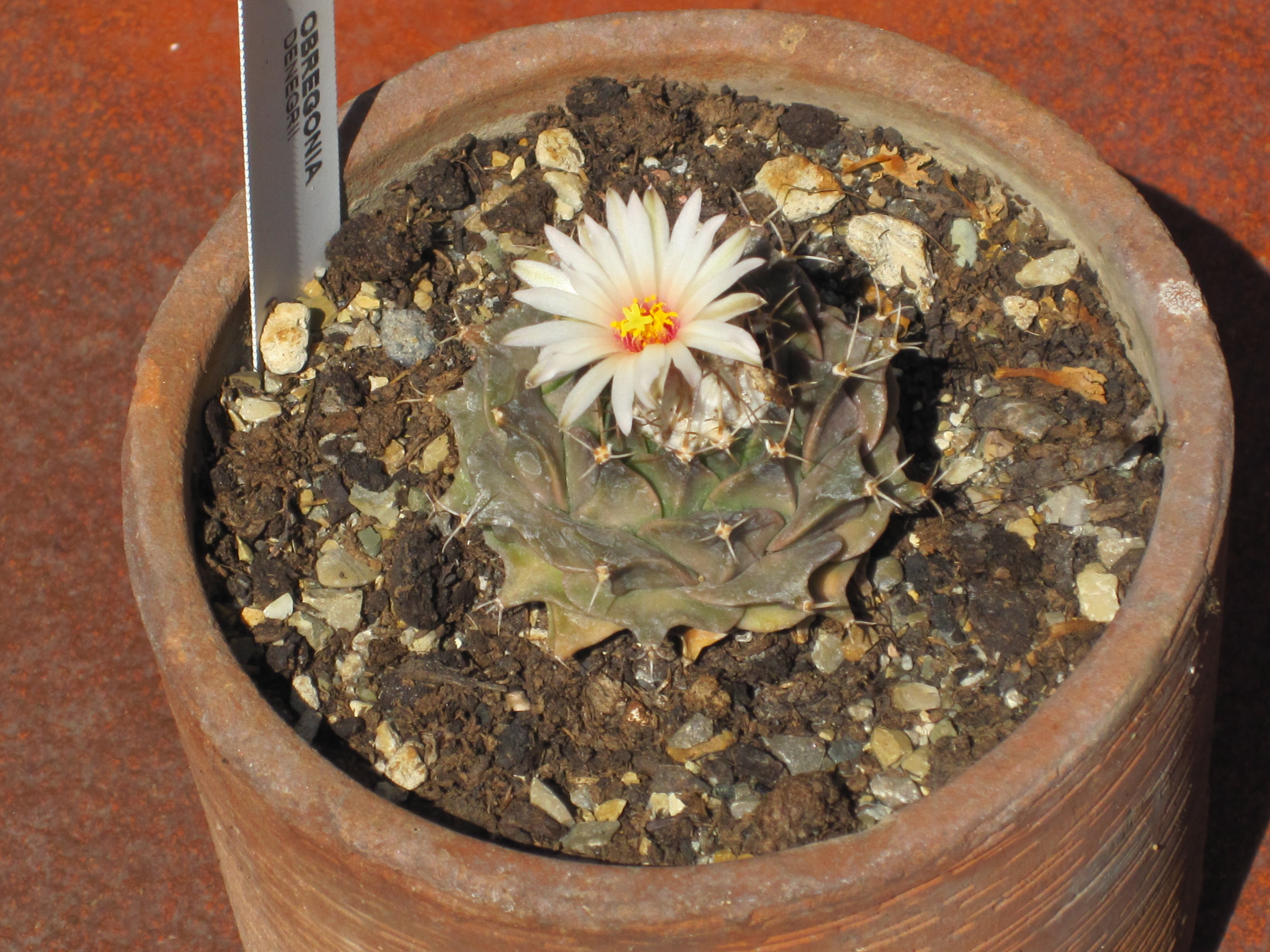
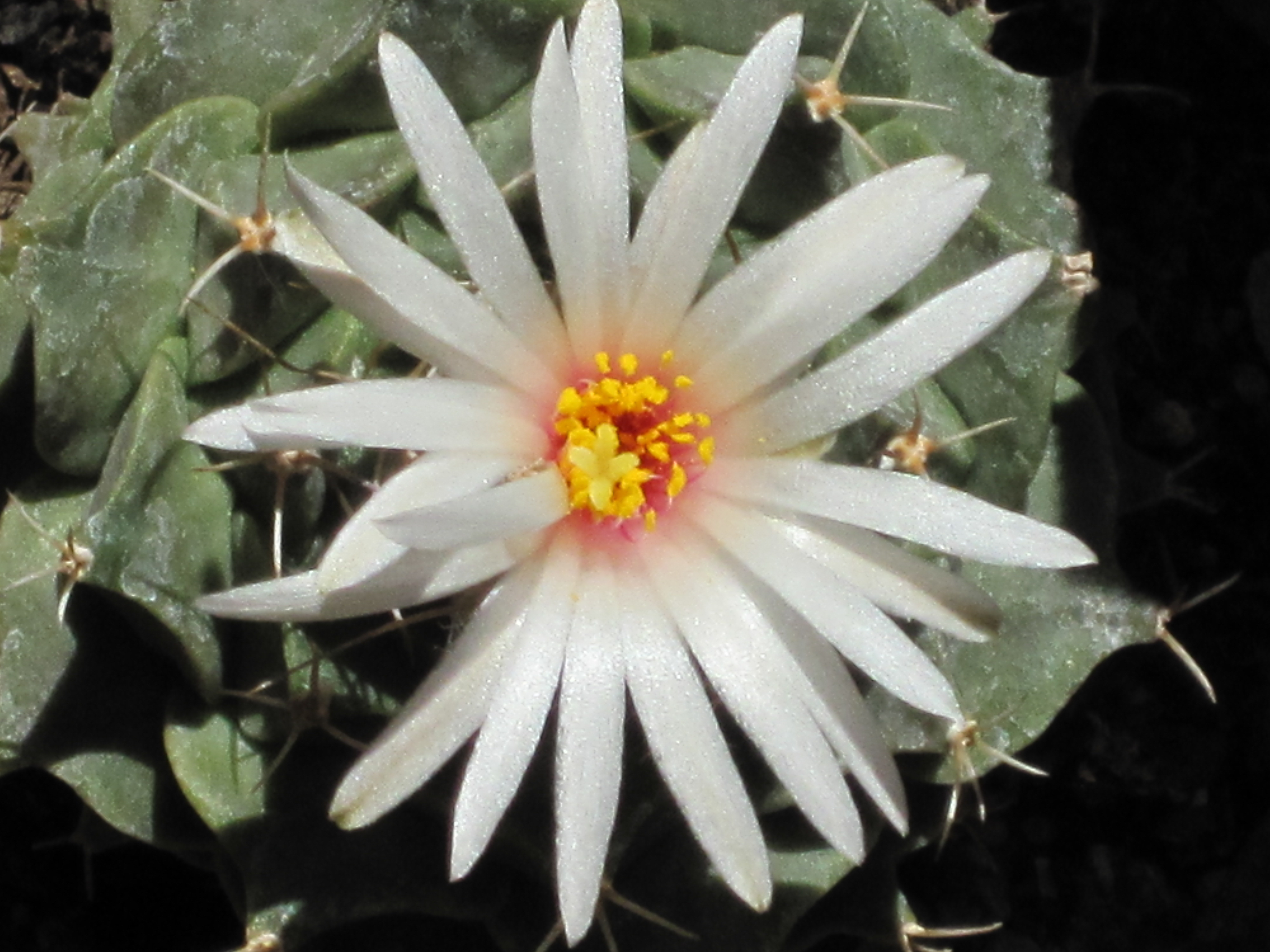